# Kamenitý potok (přítok Moravy)
Kamenitý potok pramení na svahu mezi horami Podbělka a Slamník v pohoří Králický Sněžník, ve výšce okolo 1190 m n. m. Teče strmou roklí dolů a přibírá několik dalších zdrojnic. V dolní části svahů, po poklesu o několik set metrů se dostává do oblasti s výstupy mramorů. V údolí Kamenitého potoka najdeme známou vyvěračku Mléčný pramen, který však napájí potok Poniklec systémem jeskyní. Poniklec teče o jedno údolí severněji. Kamenitý potok je levostranným přítokem řeky Moravy, do které se vlévá v nadmořské výšce okolo 700 m. Délka toku činí 2,2 km. Celý tok leží na území přírodního parku Králický Sněžník, horní tok nad horním křížením s modře značenou cyklotrasou č. 6273 patří též do národní přírodní rezervace Králický Sněžník, těsně pod pramenem kříží červeně značenou cyklotrasu č. 6267.